# لوتس لودفيغ كرامر
لوتس لودفيغ كرامر 14 يناير 1954 في بوتسدام، مغني وعازف قيثارة وممثل ألماني.